# Rallus aequatorialis
Il rallo dell'Ecuador (Rallus aequatorialis Sharpe, 1894) è un uccello della famiglia dei Rallidi originario delle regioni comprese tra la Colombia sud-occidentale e il Perù sud-occidentale.

## Tassonomia
Attualmente vengono riconosciute due sottospecie di rallo dell'Ecuador:
- R. a. aequatorialis Sharpe, 1894 (Colombia sud-occidentale ed Ecuador);
- R. a. meyerdeschauenseei Fjeldsĺ, 1990 (regioni costiere del Perù).

In passato questa specie era considerata una sottospecie del rallo della Virginia (R. limicola), diffuso più a nord.